# Modus modernus

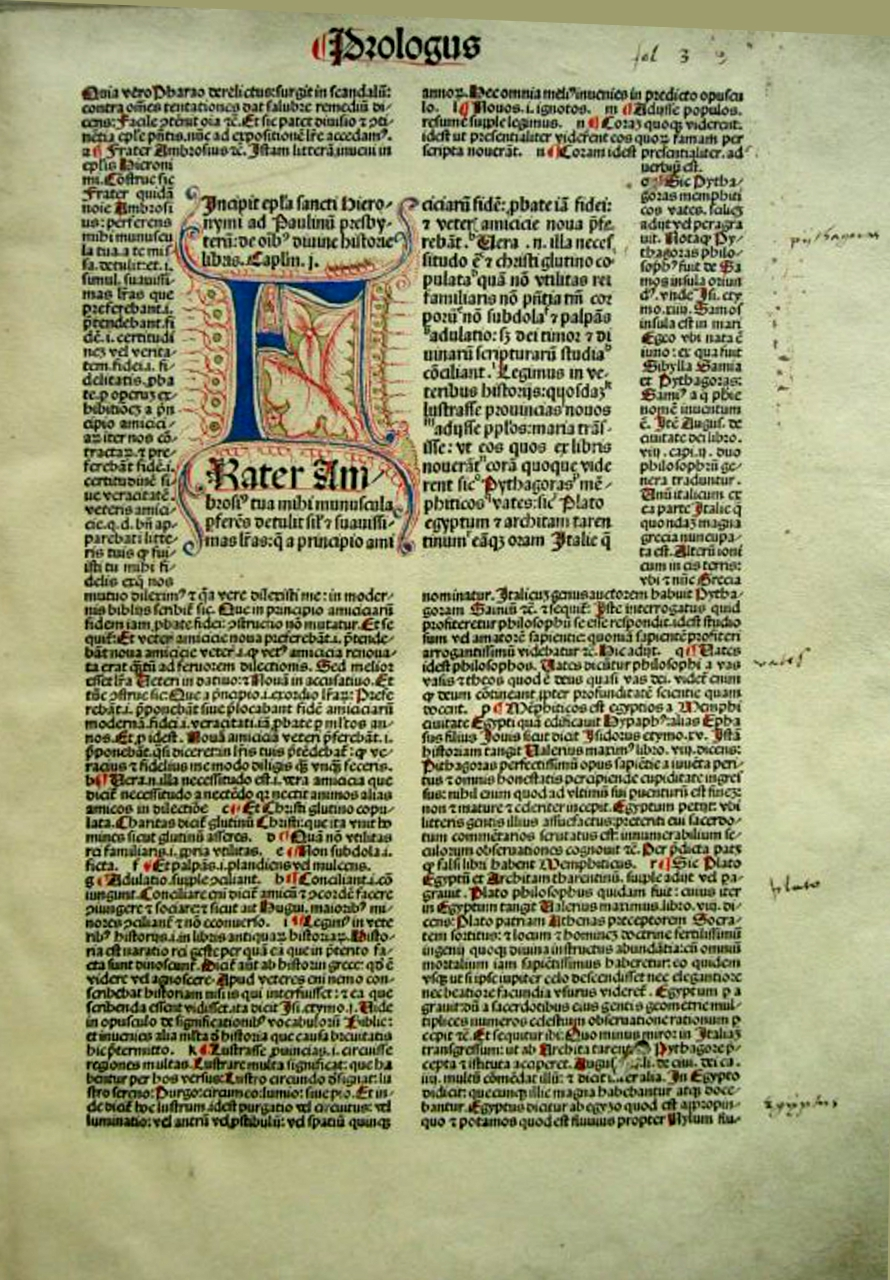
Jedna ze stron komentarza do Biblii autorstwa Mikołaja z Liry wydrukowanego przed 1500 rokiem. Tekst Biblii znajduje się pośrodku, natomiast sam komentarz - dookoła, jest to typowy układ dla tego typu literatury w okresie średniowiecza zwany modus modernus.

Modus modernus (łac.) – układ stronicy drukowanej, stosowany często w średniowieczu przy drukowaniu komentarzy do dzieł (m.in. do Biblii). Tekst wymagający objaśnień umieszczano w małych fragmentach pośrodku strony i otaczano go komentarzem. Przy czym fragment komentowany był drukowany większymi, a komentarz mniejszymi czcionkami. Taki układ wymagał od drukarza dużej umiejętności w rozplanowaniu materiału.